# Portalites
Portalites — рід акрітархів. Являє собою мікрофосилії, що виявлені в карбонових та ранньопермських відкладах. Поширені в місцевостях, що були в складі Гондвани, зокрема відомі знахідки з території Аравійського півострова, Бразилії, Аргентини.
За структурою схожі на спори грибів: мають розмір близько 25 мкм, товсті стінки та пору з потовщенням навколо неї.
Містить 3 види:
- Portalites baculus
- Portalites confertus
- Portalites gondwanensis